# چوب‌خزک راه‌راه‌سیاه
چوب‌خزک راه‌راه‌سیاه (نام علمی: Xiphorhynchus lachrymosus) گونه‌ای از پرندگان در زیرتیرهٔ چوب‌خزکان (Dendrocolaptinae) از تیرهٔ تنورمرغان (Furnariidae) است. در کلمبیا، کاستاریکا، اکوادور، نیکاراگوئه و پاناما یافت می‌شود.